# Vehicle de llançament mitjà
Un vehicle de llançament mitjà (medium-lift launch vehicle o MLV en anglès) és un vehicle de llançament capaç d'aixecar entre 2000 a 20.000 kg de càrrega útil a l'òrbita terrestre baixa - LEO.

## Vehicles de llançament mitjà
| Llançament d'un míssil balístic intercontinental Atlas B |  | Llançament d'un míssil balístic intercontinental Atlas B                                          |
| Llançament d'un míssil balístic intercontinental Atlas B |  | Llançament del primer vol espacial orbital tripulat americà mitjançant un Atlas i el Friendship 7 |

Actualment en operació

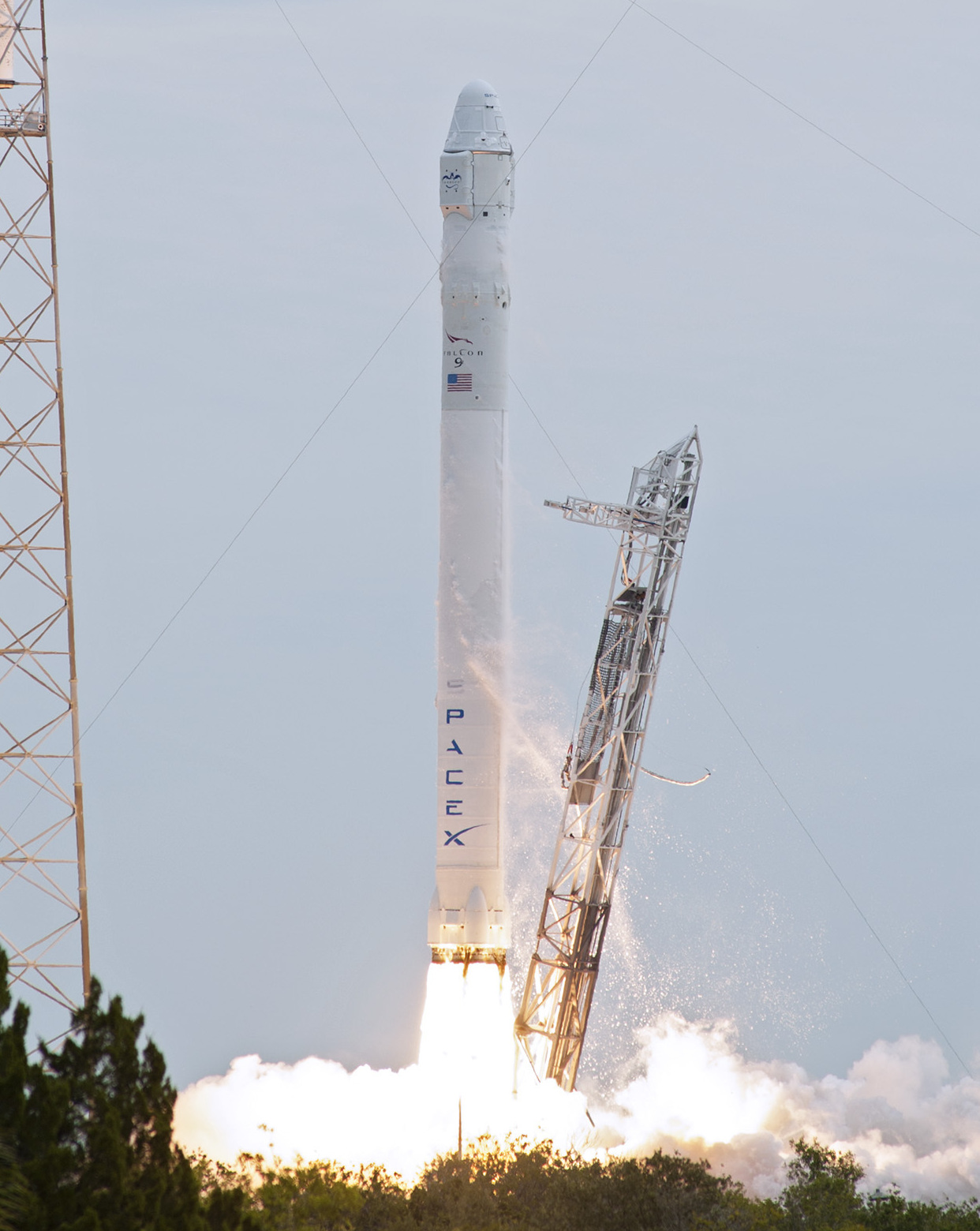
Un Falcon 9 v1.0 s'enlaira amb una nau espacial Dragon no tripulada, 2012

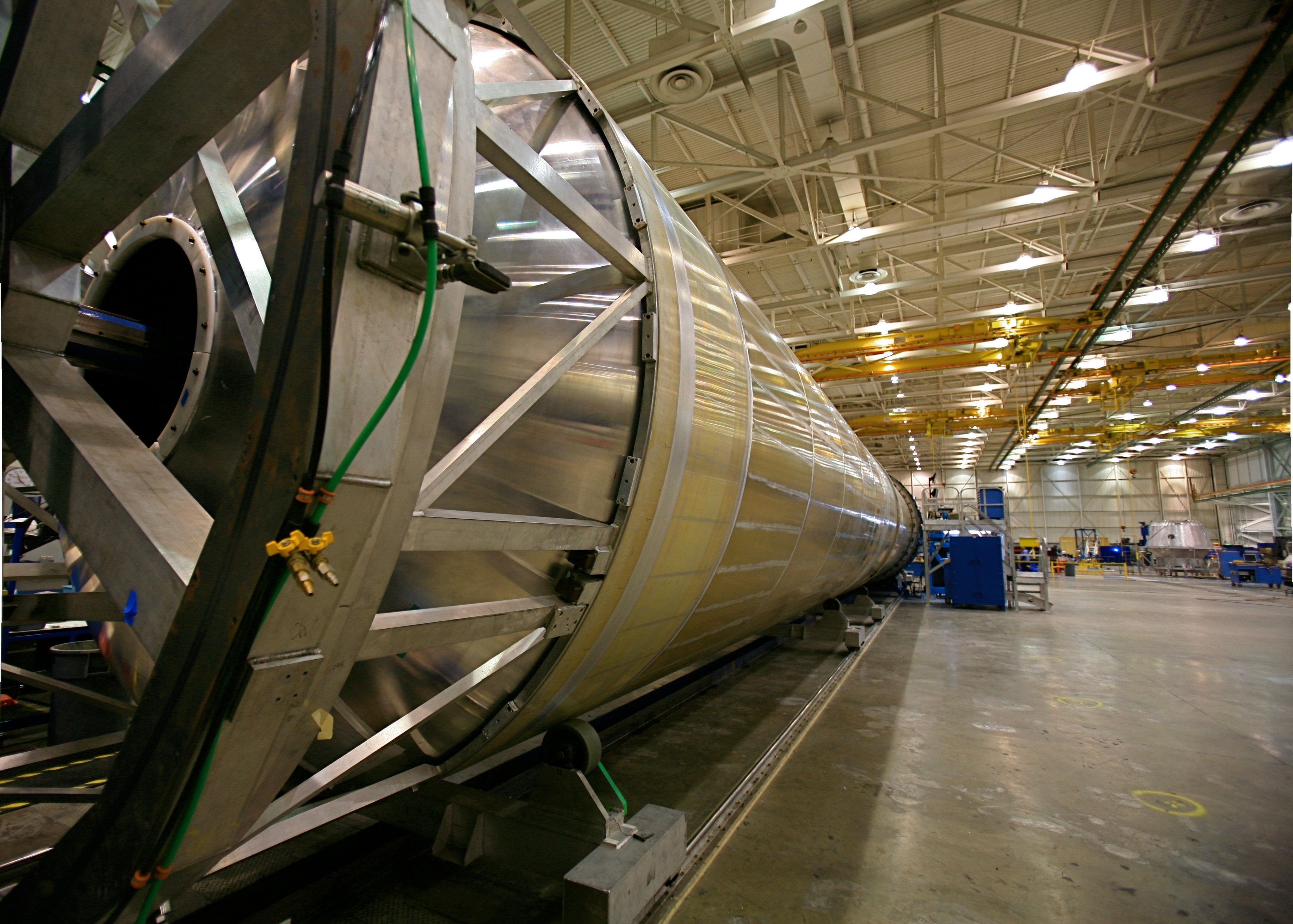
El tanc impulsador del Falcon 9 a la fàbrica de SpaceX, 2008

- R-36 Tsyklon Yuzhmash 1967 a l'actualitat
- UR-100N Rókot Strela Eurockot Khrunichev 1994 a l'actualitat
- Vega ESA i ASI Avio 2012 a l'actualitat
- Zenit Yuzhnoye 1985 a l'actualitat
- Soyuz-FG 2001 a l'actualitat
- Soyuz-2 2004 a l'actualitat
- Soyuz-U 1973 a l'actualitat, la majoria dels llançaments, 771.
- R-7 Semyorka Soyuz RSC Energia TsSKB-Progress 1957 a l'actualitat
- PSLV ISRO 1993 a l'actualitat
- H-II, IIA & IIB Mitsubishi 1994 a l'actualitat
- Long March 2-3-4 China Academy of Launch Vehicle Technology 1971 a l'actualitat
- GSLV Mk.I & II ISRO 2001 a l'actualitat
- Dnepr Yuzhmash 1999 a l'actualitat
- Falcon 9 v1.0, v1.1 SpaceX 2010 a l'actualitat
- GSLV Mk.III (LVM3) ISRO 2014
- Delta II United Launch Alliance 1989 a l'actualitat
- Atlas V United Launch Alliance 2002a l'actualitat
- Antares Orbital Sciences 2013 a l'actualitat
- Angara 1.2 | Khrunichev 2014 a l'actualitat[2][3][4]

Retirats
- Titan II GLV 1964 a 1966
- Titan IIIC 1965 a 1982
- Titan IIID 1971 a 1982
- Titan IIIE Martin Marietta 1974 a 1977
- Soyuz original 1966 a 1975
- Soyuz-L 1970 a 1971
- Soyuz-M 1971 a 1976
- Soyuz-U2	1982 a 1995
- SLV ISRO 1979 a 1983
- Saturn I Chrysler& Douglas 1961 a 1975 (tipus mitjà i pesant)
- N-I & II Mitsubishi Heavy Industries 1975 a 1987[5]
- Proton-K Khrunichev 1965 a 2012, 311 llançaments
- H-I Mitsubishi Heavy Industries 1986 a 1992
- Delta III Boeing 1998 a 2000
- Delta Douglas 1960 a 1989
- Ariane 4 Aérospatiale 1988 a 2003
- Athena I & II Lockheed ATK 1995 a 2001
- Atlas A-B-C-D-E-F-G Atlas I Lockheed 1957 a 1997 (Va enlairar les naus Mercury)
- Atlas-Centaur Lockheed 1962 a 1983, 148 llançaments
- Atlas II Lockheed 1991 a 2004
- Atlas III Lockheed 2003 a 2005

En desenvolupament
- Unified Launch Vehicle Indian Space Research Organisation
- Llarga Marxa 7
- Super Haas ARCA Space Corporation

## Per a més informació
- Mallove, Eugene F. and Matloff, Gregory L. The Starflight Handbook: A Pioneer's Guide to Interstellar Travel, Wiley. ISBN 0-471-61912-4.